# Henrik Norbeck
Henrik Norbeck, född 1963, är en svensk folkmusiker, främst inom irländsk folkmusik. Han har spelat bland annat med grupperna Blackthorn och O'Ryan's Belt. Han sjunger och spelar traversflöjt, tin whistle, bodhrán-trumma och snatterpinnar.
Förutom framträdanden på konserter, festivaler och sessions har Henrik Norbeck även hållit flera spelkurser.
Henrik Norbecks nedteckningar av irländsk folkmusik har genom sitt omfång (över 3000 låtar) väckt intresse bland utövare av irländsk folkmusik över hela världen. Att nedteckningarna var en av de första större samlingarna som publicerades på Internet i abc-notation har bidragit starkt till intresset.

## Diskografi
- Blackthorn (egen utgivning 1995)
- Swift and Sloe (Sjelvar Records 2002)